# Championnat du Salvador de football 1963-1964
Navigation
Saison précédente Saison suivante
La Primera División 1963-1964 est la quatorzième édition de la première division salvadorienne.
Lors de ce tournoi, le Club Deportivo FAS a tenté de conserver son titre de champion du Salvador face aux neuf meilleurs clubs salvadoriens.
Chacun des dix clubs participant était confronté deux fois aux neuf autres équipes.

## Les 10 clubs participants
| \| San Salvador : Alianza FC CD Atlético Marte CD Águila CD Dragon San Salvador Atlante San Alejo CD Águila CD Dragon Club Deportivo FAS CD Juventud Olímpica San Salvador Once Municipal \ Quequeisque Universidad Barrios \| Localisation des clubs engagés dans le championnat. |
| San Salvador : Alianza FC CD Atlético Marte CD Águila CD Dragon San Salvador Atlante San Alejo CD Águila CD Dragon Club Deportivo FAS CD Juventud Olímpica San Salvador Once Municipal \ Quequeisque Universidad Barrios                                                           |

| Club                        | Stade                        | Capacité          | Ville          |
| CD Águila                   | Stade Juan Francisco Barraza | 10 000            | San Miguel     |
| Alianza FC                  | Stade Cuscatlán              | 45 925            | San Salvador   |
| Atlante San Alejo (en)      | Stade inconnu                | Capacité inconnue | San Alejo      |
| CD Dragon                   | Stade Juan Francisco Barraza | 10 000            | San Miguel     |
| Club Deportivo FAS          | Stade Oscar Quiteño          | 15 000            | Santa Ana      |
| CD Juventud Olímpica        | Stade Ana Mercedez           | 8 000             | Sonsonate      |
| CD Atlético Marte           | Stade Cuscatlán              | 45 925            | San Salvador   |
| Once Municipal              | Stade Simeón Magaña          | 5 000             | Ahuachapán     |
| Quequeisque                 | Stade inconnu                | Capacité inconnue | Santa Tecla    |
| Universidad Gerardo Barrios | Complejo Deportivo España    | Capacité inconnue | Ciudad Barrios |

## Compétition
Les dix équipes affrontent à deux reprises les neuf autres équipes selon un calendrier tiré aléatoirement.
Le classement est établi sur l'ancien barème de points (victoire à 2 points, match nul à 1, défaite à 0).
Le départage final se fait selon les critères suivants :
- Le nombre de points.
- Un match d'appui pour départager les équipes si le titre ou la relégation est en jeu.
- La différence de buts générale.

### Classement
| Rang | Équipe                          | Pts | J  | G  | N | P | Bp | Bc | Diff |
| ---- | ------------------------------- | --- | -- | -- | - | - | -- | -- | ---- |
| 1    | CD Águila                       | 24  | 18 | 10 | 4 | 4 | 34 | 23 | +11  |
| 2    | CD Juventud Olímpica            | 21  | 18 | 7  | 7 | 4 | 23 | 19 | +4   |
| 3    | Club Deportivo FAS (T)          | 20  | 18 | 7  | 6 | 5 | 24 | 18 | +6   |
| 4    | Alianza FC                      | 20  | 18 | 8  | 4 | 6 | 27 | 22 | +5   |
| 5    | Atlante San Alejo (en)          | 18  | 18 | 5  | 8 | 5 | 17 | 21 | -4   |
| 6    | CD Atlético Marte               | 16  | 18 | 6  | 4 | 8 | 19 | 22 | -3   |
| 7    | Quequeisque                     | 16  | 18 | 7  | 2 | 9 | 16 | 19 | -3   |
| 8    | Once Municipal (P)              | 16  | 18 | 5  | 6 | 7 | 21 | 27 | -6   |
| 9    | Universidad Gerardo Barrios (P) | 15  | 18 | 6  | 3 | 9 | 20 | 23 | -3   |
| 10   | CD Dragon                       | 14  | 18 | 5  | 4 | 9 | 23 | 30 | -7   |

| Légende : Qualifications et relégations | Légende : Qualifications et relégations                  |
| --------------------------------------- | -------------------------------------------------------- |
|                                         | Relégué en Segunda División                              |
|                                         | (T) : Tenant du titre (P) : Promu de la saison 1962-1963 |

## Bilan du tournoi
| Tableau d'Honneur          |           |
| Compétition                | Vainqueur |
| Primera División 1963-1964 | CD Águila |

| Promotions et relégations   |                    |
| Relégué en Segunda División | CD Dragon          |
| Promu de Segunda División   | Gatos de Monterrey |